# 德國柔術
德國柔術（German Ju-Jutsu, GJJ），是東西文化交流下的新興武術。
它緣起於西元1967年，此一流派名稱是學習自日本柔術的名稱，此項武術事實上是德人以空手道、柔道、合氣道為主要的技術基礎加以改易。以及其後於西元2000年又融入其他不同流派系統的武術，如桑搏、巴西柔術、泰拳、拳擊、咏春拳等等的招數，德國將之用在警察的訓練課程中。目前德國大約有六萬人習此術。